# Pușkine, Djankoi
Pușkine (în ucraineană Пушкіне) este un sat în comuna Zavito-Leninskîi din raionul Djankoi, Republica Autonomă Crimeea, Ucraina.

## Demografie
Componența lingvistică a localității Pușkine
     Rusă (73,95%)
     Ucraineană (11,76%)
     Tătară crimeeană (11,76%)
     Alte limbi (0,21%)
Conform recensământului din 2001, majoritatea populației localității Pușkine era vorbitoare de rusă (73,95%), existând în minoritate și vorbitori de ucraineană (11,76%) și tătară crimeeană (11,76%).